# よよよちゃん
よよよちゃん（2000年〈平成12年〉2月16日 - ）は、日本のものまねタレント、YouTuber、ライバーである。大阪府守口市出身。血液型はO型。身長は166cm。
龍谷大学法学部卒業。"令和の歌まねヒロイン"の異名をもつ。

## 経歴
- 幼少の頃から合唱団に所属しており、歌手を夢見ていたが一度は断念。その後、自らにものまねの才能があることに気付き、多くの人を笑顔にしたいと、龍谷大学在学中にSNSでの配信をスタートした[2]。
- 2021年2月にTikTokを開設。初投稿となった動画がいきなり数万回再生を記録する[3]（TikTokの初投稿が2021年2月3日であり、その日を芸歴の開始日としている）。その後、Instagramに来たスカウトのDMのきっかけに同年3月にLINE LIVEで配信開始[4]。
- 同年5月4日にYouTubeチャンネル「よよよちゃんのお部屋」をスタート。
- その後、ものまね番組を中心に多数のテレビに出演[5]。
- 2022年9月17日、オリックス・バファローズ対福岡ソフトバンクホークス戦（京セラドーム大阪）で国歌斉唱を務める[6]。

## 人物
- 声真似と歌を得意としており、自身のYouTubeチャンネルでアーティストの歌まね動画を公開している。
- カラオケボックスで週4日25時間の特訓をしている[7]。
- ハロー!プロジェクトのファンである。また、ハロー!プロジェクトに所属するつばきファクトリーの岸本ゆめのは、同じ地元出身でお互いに芸能界デビューする前からの親友である[8][9]。

## ものまねレパートリー（歌手）
- aiko
- あいみょん
- ACAね
- asmi
- 新しい学校のリーダーズ
- Ado
- あの
- 安室奈美恵
- 絢香
- 家入レオ
- 幾田りら（ikura）
- 岩崎宏美
- 岩崎良美
- 宇多田ヒカル
- Uru
- Aimer
- AKB48（前田敦子・大島優子）
- 大黒摩季
- 大塚愛
- 大原櫻子
- 越智志帆（Superfly）
- 尾崎世界観（クリープハイプ）
- カネコアヤノ
- 上白石萌音
- 花譜
- 神田沙也加
- 川本笑瑠（CUTIE STREET）
- 川本真琴
- かぴ
- きゃりーぱみゅぱみゅ
- 倉木麻衣
- 工藤静香
- 倖田來未
- コレサワ
- 小泉今日子
- 坂本冬美
- さユり
- 椎名林檎
- 篠原涼子
- 島袋寛子
- JUJU
- 鈴木愛理
- suis
- SCANDAL（TOMOMI・HARUNA）
- DAOKO
- 竹内まりや
- 超ときめき宣伝部
- CHARA
- 嗣永桃子
- tuki.
- 手嶌葵
- 中島美嘉
- 中島みゆき
- 中島愛
- 中村佳穂
- 中森明菜
- 長屋晴子
- 夏焼雅
- 花澤香菜
- 浜崎あゆみ
- 早見沙織
- 春川玲子
- 早見優
- 一青窈
- hitomi
- P丸様。
- ビビアン・スー
- 平原綾香
- hiroko
- 広瀬香美
- 藤原さくら
- FRUITS ZIPPER
- 藤本美貴
- BoA
- 宝鐘マリン
- 星街すいせい
- 前田由紀
- 松たか子
- 松田聖子
- 松本伊代
- 松任谷由実
- まふまふ
- MISIA
- 宮本佳林
- 宮崎朝子
- MIYU
- milet
- miwa
- May'n
- 道重さゆみ
- 持田香織
- 百田夏菜子
- やなぎなぎ
- yama
- 山口百恵
- YUKI
- 吉岡聖恵
- 吉田菫（すぅ）
- 吉田美和
- LiSA

## ものまねレパートリー（その他）

### アニメキャラ
- 綾波レイ
- アンパンマン
- 葛城ミサト
- 碇シンジ
- 伊吹マヤ
- 惣流・アスカ・ラングレー
- 野原しんのすけ
- 風間トオル
- ボーちゃん
- 佐藤マサオ
- 桜田ネネ
- 野原ひまわり
- 野原みさえ
- 江戸川コナン
- 灰原哀
- 円谷光彦
- 吉田歩美
- ドラえもん
- 野比のび太
- 源静香
- ハム太郎
- じゃじゃハムちゃん
- ちび丸ちゃん
- トラハムくん
- こうしくん
- マフラーちゃん
- まいどくん
- リボンちゃん
- ロコちゃん
- トニートニー・チョッパー
- モンキー・D・ルフィ
- しらほし
- ナミ
- ハンコック
- ペローナ
- ニコ・ロビン
- ウタ
- うずまきナルト
- おじゃる丸
- 電ボ三十郎
- 蛙吹梅雨
- 麗日お茶子
- スティッチ
- リン
- 胡蝶しのぶ
- アーニャ・フォージャー
- となりのトトロ
- マキマ

### 生き物
- 犬

### 芸人
- まひる
- ほいけんた
- やす子

### 俳優
- 平泉成

### バーチャル・シンガー ボーカロイド
- 初音ミク
- GUMI

## 出演

### テレビ番組

#### 日本テレビ
- ものまねグランプリ（日本テレビ）[10][11][12][13][14][注 1]
- 行列のできる法律相談所（2021年8月29日、日本テレビ）[15]
- スクール革命!（2021年11月14日、日本テレビ） - （MISIA）逢いたくていまなど30曲[16]
- バゲット（2021年12月21日、日本テレビ）[17]
- ダウンタウンDX（2022年8月25日、日本テレビ）[18]
- ヒルナンデス!（2022年12月2日、日本テレビ）[19]
- ものまねグランプリ ザ・トーナメント2022（2022年12月13日、日本テレビ）[20]
- 踊る!さんま御殿!!（2023年4月18日、日本テレビ）[21]
- ものまねグランプリ 今1番ウケるネタ春の22連発スペシャル（2023年5月2日、日本テレビ）[22]
- ヒルナンデス!（2023年9月1日 日本テレビ）[23]
- ものまねグランプリ ショートネタNo.1決定戦スペシャル（2023年10月24日、日本テレビ）[24]
- ものまねグランプリ ザ・トーナメント2023（2023年12月12日、日本テレビ）[25]
- スクール革命!（2023年12月24日、日本テレビ）[26]
- モノマネMONSTER（2024年5月14日、日本テレビ）[27]

#### TBS
- 中居正広の金曜日のスマイルたちへ（2021年6月25日、2022年2月25日・6月24日、TBS）[28][注 2][29][注 3][30]
- オトラクション（2021年8月3日、TBS）[31]
- THE百王（2021年9月21日、TBS）[32]
- 週刊さんまとマツコ（2021年11月21日、TBS）
- オオカミ少年（2022年2月18日、TBS）[33]
- ニンゲン観察バラエティ モニタリング（2022年6月2日・12月8日、TBS）[34][35]
- よるのブランチ（2022年11月30日・12月7日、TBS）[36]
- ラヴィット!（2023年1月20日、TBS）[37]
- 〜アーティスト別モノマネ頂上決戦〜俺にアイツを歌わせたら右に出るものはいない（2023年3月1日、TBS）[38]
- 上には上がいる！（2023年3月28日、TBS）[注 4]
- オオカミ少年・ハマダ歌謡祭（2023年4月14日、6月2日、8月18日、8月25日、9月8日、10月13日、11月10日、11月17日、2024年1月19日、2月2日、4月5日、6月14日、8月16日、9月27日、TBS）[40][41][42]
- 中居正広の金曜日のスマイルたちへ（2023年12月29日、TBS）[43]
- アーティスト別モノマネ頂上決戦 俺にアイツを歌わせたら右に出るものはいない（2024年1月5日、TBS）[44]
- ラヴィット!（2024年3月22日、TBS）[45]

#### フジテレビ
- 超逆境クイズバトル!! 99人の壁（2021年8月14日、フジテレビ）[46][47]
- 爆笑そっくりものまね紅白歌合戦スペシャル（フジテレビ）踊[48][49][注 5][50][注 6]
- ものまね王座決定戦（2021年12月3日、フジテレビ） - （LiSA）炎、（YOASOBI）夜に駆ける[51]
- ウワサのお客さま（2022年6月3日、フジテレビ）[52]
- 千鳥の鬼レンチャン（2022年6月5日・11月20日・2023年6月4日・11月26日・2024年8月18日・2025年4月20日、フジテレビ）[53][注 7][54][注 8][55][注 9][56][注 10][注 11][注 12]
- ものまね王座決定戦（2022年12月9日、フジテレビ）- 準優勝[57][注 13]
- LIAR VOICE（2023年1月4日、東海テレビ制作・フジテレビ系全国ネット）[58]
- ものまね師弟バトル MANE－1（2023年1月21日、フジテレビ）[59]
- 爆笑そっくりものまね紅白歌合戦スペシャル（2023年5月6日、フジテレビ）[60]
- ＜ＦＮＳソフト工場＞青春ってＫＯＵＫＡ（2023年6月3日、フジテレビ）[61]
- FNS27時間テレビ (2023年)（2023年7月22日、フジテレビ）[62]
- 爆笑そっくりものまね紅白歌合戦スペシャル（2023年10月7日、フジテレビ） - （YOASOBI）アイドル [63]
- ものまね王座決定戦（2023年11月25日、フジテレビ） - （YOASOBI）アイドル [64][注 14]
- オールスター合唱バトル（2023年12月28日、フジテレビ）[65]
- ぽかぽか（2024年5月1日、フジテレビ） [66]
- FNS鬼レンチャン歌謡祭（2024年5月29日、フジテレビ） [67]
- 爆笑そっくりものまね紅白歌合戦スペシャル（2024年6月15日、フジテレビ） [68]

#### テレビ東京
- ものまねランキング（2022年1月2日、テレビ東京）[69]
- THEカラオケ★バトル（2022年4月3日、テレビ東京）[70][71]
- THEカラオケ★バトル（2022年8月7日、テレビ東京） - （Aimer）残響散歌 [72]
- ものまねランキング（2022年8月11日、テレビ東京）[73]
- 種から植えるTV（2022年8月28日・9月4日・9月25日・12月25日、テレビ東京）[74]
- ものまねランキング（2023年1月1日、8月10日 テレビ東京）[75] [76]
- 内村のバズる動画（2023年2月7日、テレビ東京）[77]
- 種から植えるTV（2023年1月8日、6月18日、2024年4月28日、5月5日、テレビ東京）[78]
- ものまねランキング（2023年8月10日 テレビ東京）[76]
- おはスタ（2023年12月26日、テレビ東京）[79]
- 今夜決定！本当に似てる昭和平成令和の“歌まねランキング”（2024年8月12日、テレビ東京）[80]

#### テレビ朝日
- サンドウィッチマン&芦田愛菜の博士ちゃん（2022年12月3日、テレビ朝日）[81]
- チョコプランナー（2023年9月4日 テレビ朝日）[82]

#### その他
- ＃っぽいウタ（2021年9月18日、中京テレビ）[83]
- GENERATIONS高校TV（2022年3月12日、AbemaTV）[84]
- 炸裂!アマビエ姫。（2022年7月2日～毎週土曜日、テレビ埼玉） - 栗男、レストランのお姉さん、静香、まぐろ 役[85] [86]
- バラ1本！（2022年11月3日・11月10日・2023年1月18日、テレビ西日本）[87]
- みんテレ（2023年2月3日、北海道文化放送）[88]
- ヒロミ・指原の“恋のお世話始めました”（2023年2月16日、ABEMA）[89]
- 冠番組グランプリ（2023年4月12日、千葉テレビ放送）[90]
- 冠番組グランプリ（2023年5月3日、千葉テレビ放送）[91]
- これ余談なんですけど・・・（2023年6月14日、朝日放送）[92]
- やすとも・淳のクイズレ（2023年8月9日、MBS）[93]
- 「#マルコポロリ！ 」（2024年3月10日、関西テレビ ）[94]

### ライブ
2021年
- なんばHatchで初生ライブ（なんばHatch（大阪府））（2021年10月28日）

2022年
- まねびと（ヒューリックホール東京（東京都））（2022年6月4日）
- 大内文化特定地域にぎわい創出ナイトイベント「大内ナイト4」（山口市菜香亭 歴史巡りの庭（山口県））（2022年8月27日）
- いせさきまつり【和×洋】銘仙ショー ♫よよよちゃんライブ（伊勢崎市本町通り おまつり広場（群馬県））（2022年9月25日）
- 【激レアコラボ】 凄腕ミュージシャンが集まってヒット曲演奏してみた！（東京国際フォーラム（東京都））（2022年10月2日）
- 子ども講演会「楽しい未来の描き方」（東員町総合文化センターひばりホール（三重県））（2022年12月17日）

2023年
- いくしまる万博 2023（KT Zepp Yokohama（神奈川県））（2023年1月27日）
- ものまねアーティスト よよよちゃんスペシャルステージ（スマイルリンクさっぽろ（北海道））（2023年2月3日）
- ものまねスーパーライブin丹波篠山（丹波篠山市立 田園交響ホール（兵庫県））（2023年2月18日）
- 春のスペシャルステージ（イオンモール岡山（岡山県））（2023年3月18日）
- 二子玉川ライズ・ショッピングセンター12th Anniversary「春うららいず」「春うららいぶ！」「春ソングライブ ららら」（二子玉川ライズ（東京都））（2023年3月25日）
- 学校法人 東放学園 専門学校東京アナウンス学院 配信クリエイター科 スペシャルイベント「令和の歌まねヒロイン・よよよちゃんの歌まねステージ＆トークショー」（東放学園（東京都））（2023年3月26日）
- 「バーチャル大阪駅うめきたワールド来場500万人突破記念イベント」（大阪駅（大阪府））（2023年4月8日）
- LIVEコンサート「知多半島のうた」（ゆめたろうプラザ（武豊町民会館）輝きホール (愛知県)）（2023年4月16日）
- 令和の歌まねヒロインSPECIAL LIVE（鶴岡市 S-Mall 1階 ヒカリの広場 (山形県)）（2023年6月24日）
- あびら夏！うまかまつり（安平町「ときわ公園」 (北海道)）（2023年7月2日）
- 松浦航大×よよよちゃん　歌まねジョイントコンサートin亀山（亀山市文化会館（三重県亀山市東御幸町63番地））（2023年7月29日）
- サマーフェスティバル2023（ホテルニューオータニ高岡 （富山県)）（2023年8月9日〜10日）
- 松浦航大×よよよちゃん 歌まねスペシャルライブin金沢（金沢歌劇座 （石川県)）（2023年8月19日）
- WOW！FES 2023（WOW！TOWN幕張 店舗敷地内 （千葉県)）（2023年8月26日）
- 第76回 指宿温泉祭（前夜祭）（セントラルパーク指宿（鹿児島県)）（2023年9月23日）
- 松浦航大&よよよちゃん 令和最強！歌まねライブ（大川市文化センター大ホール （福岡県)）（2023年9月24日）
- きゅうなん祭（シェラトン・グランデ・オーシャンリゾート南側ウォークモール（宮崎県））（2023年10月22日）
- HANAZONO EXPO2023（東大阪市花園中央公園（大阪府））（2023年11月3日）
- DOLPHIN FES モノマネライブ（横浜・八景島シーパラダイス（神奈川県））（2023年11月5日）
- HEARTフェスタ2023スペシャルステージ（関西国際大学 尼崎キャンパス（兵庫県））（2023年11月19日）
- けやきウォーク前橋 令和の歌まねヒロイン よよよちゃんSPECIAL LIVE（けやきウォーク前橋（群馬県））（2023年11月26日）
- 松浦航大&よよよちゃん歌まねスペシャルライブin土佐清水（土佐清水市 市民文化会館 くろしおホール（高知県））（2023年12月3日）
- 荒牧陽子＆よよよちゃん ディナーショー2023（HOTEL GRANVIA OKAYAMA（岡山県））（2023年12月5日）
- 松浦航大×よよよちゃん 歌まねジョイントコンサート（新城文化会館大ホール（愛知県））（2023年12月17日）

2024年
- 歌まねジョイントライブin豊岡（豊岡市民会館（兵庫県））（2024年1月21日）
- 松浦航大Concert Tour（DRUM Be-1（福岡県））（2024年1月27日）
- 歌まねスペシャルライブ in 登別（登別市民会館（北海道））（2024年2月4日）
- 松浦航大×よよよちゃん 歌まねジョイントコンサートin宇佐（宇佐文化会館・ウサノピア 大ホール（大分県））（2024年2月25日）
- 松浦航大×よよよちゃん 歌まねジョイントライブ（美濃市文化会館（岐阜県））（2024年3月3日）
- 松浦航大×よよよちゃん 令和の歌まねスペシャルディナーライブ2024（グランドホテル浜松（静岡県））（2024年4月7日）
- 松浦航大×よよよちゃん 歌まねジョイントコンサートin伊勢（シンフォニアテクノロジー響ホール伊勢　大ホール（三重県））（2024年4月13日）
- 松浦航大×よよよちゃん 歌まねジョイントコンサートinいわき（いわき芸術文化交流館アリオス（福島県））（2024年4月14日）
- 松浦航大×よよよちゃん 歌まねジョイントコンサートin弘前（弘前市民会館（青森県））（2024年5月6日）
- ものまねスペシャルライブ in 鹿児島（川商ホール（鹿児島県））（2024年6月9日）
- 最強！歌まねジョイントLIVE in 大津（大津市民会館（滋賀県））（2024年6月16日） ※2025年1月19日に延期
- 歌まねジョイントライブ inたんば（ライフピアいちじま（兵庫県））（2024年6月23日）
- 宝くじ文化公演　ものまねライブ2024－ホリ・ダブルネーム・よよよちゃん－（八尾市プリズムホール（大阪府））（2024年7月6日）
- 宝くじ文化公演　ものまねライブイン熊取（キテーネホール（大阪府））（2024年7月7日）
- Mr.シャチホコのSHOWTIME2（ヒューリックホール東京（東京都））（2024年7月12日）
- 松浦航大＆よよよちゃん 令和最強！歌マネ スペシャルライブ（上越文化会館（新潟県））（2024年7月20日）
- 松浦航大×よよよちゃん 歌まねジョイントライブ in いたみ（東リ いたみホール（兵庫県））（2024年7月28日）
- 第32回 真夏の雪まつり スペシャルゲスト（尾瀬檜枝岐温泉スキー場（福島県））（2024年8月3日）

- 松浦航大&よよよちゃん 令和の歌まねプレミアムディナーライブ2024（ホテルニューオータニ大阪（大阪府））（2024年8月13日）
- ビューティーこくぶ&よよよちゃん　歌まねスペシャルジョイントライブ（柳川市民文化会館　水都やながわ　白秋ホール（福岡県））（2024年8月17日）
- 松浦航大×よよよちゃん歌まねスペシャルライブin沼津（沼津市民文化センター（静岡県））（2024年8月24日）
- 浪市制70周年記念事業 松浦航大×よよよちゃん 歌まねジョイントコンサート in 瑞浪（瑞浪市総合文化センター（岐阜県））（2024年8月25日）
- ビューティーこくぶ・松浦航大・よよよちゃん 歌まねスペシャルライブ ㏌南相馬（南相馬市民文化会館（福島県））（2024年9月1日）
- 最強！歌まねジョイントライブ 松浦航大×よよよちゃん（幸田町民会館さくらホール（愛知県））（2024年9月8日）
- 第9回 島をあげてのバラエティーショー（礼文町町民活動総合センターピスカ21（北海道））（2024年9月27日）
- 松浦航大×よよよちゃん 歌まねジョイントコンサート（八戸市公会堂（青森県））（2024年10月5日）
- 松浦航大×よよよちゃん 歌まねジョイントコンサート（甲賀市あいの土山文化ホール（滋賀県））（2024年10月6日）
- 松浦航大&よよよちゃん 令和の歌まねスペシャルディナーライブ2024（ホテルグランヴィア岡山（岡山県））（2024年10月8日）
- 松浦航大×よよよちゃん 歌まねジョイントライブ（行方市文化会館（茨城県））（2024年10月14日）
- 松浦航大×よよよちゃん 歌まねジョイントコンサート（東京エレクトンホール宮城（宮城県））（2024年10月19日）
- 最強！歌まねジョイントLIVE in 箕面（箕面市立文化芸能劇場大ホール（大阪府））（2024年10月20日）
- 歌まねジョイントコンサート（こもれびホール（東京都））（2024年11月17日）
- 松浦航大×よよよちゃん歌まねライブ（ほくしか鹿鳴ホール（秋田県））（2024年12月1日）
- 松浦航大×よよよちゃん歌まねライブ（とぎつカナリーホール（長崎県））（2024年12月7日）
- 松浦航大×よよよちゃん歌まねライブ（かつらぎ総合文化会館（和歌山県））（2024年12月8日）
- 松浦航大×よよよちゃん　SPECIAL DINNER LIVE SHOW（ラ・スイート神戸オーシャンズガーデン（兵庫県））（2024年12月21日）

2025年
- 最強！歌まねジョイントLIVE in 大津（大津市民会館（滋賀県））（2025年1月19日）

海外ライブ
2024年
- 2024台北國際動漫節ATC Special Stage（台北世界貿易センター（台湾））（2024年2月1日）
- Costime V（MVEC Southkey JB (Mid Valley Exhibition Centre Johor Bahru)（マレーシア））（2024年9月21日）

### イベント
- 2022年9月17日、プロ野球パ・リーグ「オリックス・バファローズ 対 福岡ソフトバンクホークス」（京セラドーム大阪）にて、国歌独唱。
- 2023年1月26日、令和の歌まねヒロイン「よよよちゃん」による夢のメタバースLIVE![165]
- 2024年3月20日、ジャパン・プロフェッショナル・バスケットボールリーグ名古屋ダイヤモンドドルフィンズと島根スサノオマジックの試合にて、イベントタイムゲスト出演。[166]

### 雑誌
- CM NOWvol.213（2021年10月8日）[167]
- Vocal Magazine Web（2022年7月12日）[168]
- LINE LIVE MAGAZINE（VOL.04 2022.10）[169]

### ラジオ
- namiと夜遊びK-POP（MBSラジオ）（2021年11月18日）[170]
- Friday Night Party（TOKYO FM）（2023年8月4日・8月11日）[171]

### ポッドキャスト
- よよよちゃんと岸本ゆめのの何事もパッパとさっさと（ポッドキャスト）（2024年7月16日～9月17日 ep.1～10）[170]